# Daniele Molmenti
Daniele Cristoforo Molmenti (Pordenone, 1º agosto 1984) è un ex canoista italiano, specializzato nella prova del K1 slalom e atleta in forza al Gruppo Sportivo Forestale. È stato campione olimpico ai Giochi della XXX Olimpiade tenutisi a Londra nel 2012.
Dal 2017 è direttore tecnico della Nazionale.

## Carriera
Molmenti inizia a pagaiare nel 1994 con il Gruppo Kayak Canoa Cordenons con Mauro Baron come tecnico sociale. Da subito inizia a primeggiare nelle categorie giovanili vincendo titoli nazionali e Campionati regionali.
Nel 1999 entra come più giovane di sempre nella squadra italiana Juniores, convocato per il Campionato Europeo Juniores a Solkan (SLO) dal tecnico Carlo Perli. L'anno successivo si conferma in squadra nazionale per i Campionati Mondiali Juniores di Bratislava dove entra in finale.
Nel 2001, ancora Juniores, vince l'oro ai Campionati Europei di Bratislava (SVK) e il bronzo ai Pre-Mondiali di Nowy-Sawz (POL).
Nel 2002 conferma la medaglia ai Campionati Mondiali Junior a Nowy-Sawz (POL) e comincia ad entrare nei primi raduni Seniores come più giovane k1 maschile di sempre.
Dal 2003 al 2013 risulta ogni anno il vincitore delle selezioni nazionali assolute come primo italiano e comincia la sua carriera nelle gare di Coppa del Mondo entrando da subito nelle finali assolute, prima finali sono infatti nel 2003 alla 5' e 6' prova di Coppa del Mondo a Bratislava (SVK).
Nell'anno olimpico 2004, pur vincendo le selezioni nazionali e conquistando un oro alla prima prova di Coppa del Mondo a Merano (ITA) e il bronzo ai Campionati Europei assoluti di Skpje (MKD), non viene selezionato per i Giochi Olimpici di Atene 2004, dove invece verrà convocato Pierpaolo Ferrazzi (G.S. FORESTALE) dal tecnico forestale Ettore Ivaldi.
Nel 2005 e nel 2006 c'è il primo salto di qualità con vittorie nelle gare di Coppa del Mondo e nei Campionati di categoria e assoluti. Campione Europeo U23 e secondo a squadre ai Mondiali assoluti a Sydney (AUS), secondo in classifica finale di Coppa del Mondo nel 2005. Ancora secondo a squadre ai Mondiali assoluti del 2006 e bronzo agli Europei di categoria U23.
Nel 2007 entra a far parte del Gruppo Sportivo Forestale e si qualifica ai Giochi olimpici di Pechino 2008 dove chiude 10º in finale.
Nel 2009 conquista il Campionato Europeo a Nottingham (GBR).
Nel 2010 vince la classifica generale della Coppa del Mondo e il Mondiale di Tacen staccando di circa 2,5” Vavrinec Hradilek.
Nel 2011 vince il Campionato Europeo a La Seu d'Urgell (Spa).
Nel 2012 vince a maggio il Campionato Europeo ad Augsburg (Ger). Il 1º agosto - giorno del suo 28º compleanno -, vince l'Oro alla XXX Olimpiade di Londra precedendo di oltre 2", con il tempo di 93"43, il ceco Vavřinec Hradilek e il tedesco Hannes Aigner.
Viene scelto come portabandiera italiano per la cerimonia di chiusura dei Giochi.
Il 14 settembre 2013, vince l'oro ai Campionati Mondiali a Praga nel K1 a squadre.

## Palmarès
- Giochi olimpici

2012 - Londra:  Oro nel K1 slalom.
- Campionati mondiali di slalom

2002 - NovySaz:  Bronzo nel K-1 juniores.
2005 - Penrith:  Argento nel K-1 a squadre.
2006 - Praga:  Argento nel K-1 a squadre.
2010 - Tacen:  Oro nel K-1 a individuale.
2010 - Tacen:  Bronzo nel K-1 a squadre.
2011 - Bratislava:  Bronzo nel K-1 a squadre.
2013 - Praga:  Oro nel K-1 a squadre.
- Campionati europei di slalom

2001 - Bratislava:  Oro nel K-1 juniores.
2004 - Skopje:  Bronzo nel K-1.
2005 - Cracovia:  Oro nel K-1 under23.
2005 - Cracovia:  Argento nel K-1 a squadre under23.
2005 - Tacen:  Bronzo nel K-1 a squadre.
2006 - Nottingham:  Bronzo nel K-1 under23.
2006 - Nottingham:  Bronzo nel K-1 a squadre under23.
2007 - Cracovia:  Argento nel K-1 a squadre under23.
2008 - Cracovia:  Argento nel K-1.
2008 - Cracovia:  Argento nel K-1 a squadre.
2009 - Nottingham:  Oro nel K-1.
2011 - La Seu d'Urgell:  Oro nel K-1.
2012 - Augusta:  Oro nel K-1
- Coppa del Mondo di slalom - classifica generale

2003: 15' (... 8' a Bratislava, 8' a Bratislava_2)
2004: 11' (1' Merano, ...)
2005: 2' (1' Seu, ... , 5' Penrith)
2006: 6'
2009: 2' (6' a Pau, 2' a Bratislava, 3' Augsburg, 1' a Calgary)
2010: 1' (1' a Penrith, 1' a Praga, 1' a Seu D'urgell, 5' ad Augsburg)
2011: 3' (11' a Tacen, ? a Argentiere, 5' a Marklebber, 2' a Praga)
- Ranking mondiale ICF

2005: 2'
2006: 15'
2009: 2'
2010: 1'
2011: 1'
2012: 1'
- Campionati italiani di slalom

...
2006: Campione Italiano.
2007: Campione Italiano U23.
2009: Campione Italiano a squadre.
2010: Campione Italiano.
2010: Campione Italiano a squadre.
2012: Campione Italiano.
2012: Campione Italiano a squadre.
2013: Campione Italiano s quadre.
Piazzamenti:
Sesto ai Campionati Mondiali nel 2005.
Quinto ai Campionati Mondiali nel 2007.
Quarto ai Campionati Mondiali nel 2011.
Decimo nel K1 slalom alle olimpiadi di Pechino 2008.

## Premi
- Dolomiti Champion 2012, Expo delle Dolomiti patrimonio dell'umanità - 28 settembre 2012
- XXI Castagna d'Oro al Palasagra di Frabosa Sottana - domenica 14 ottobre 2012
- Bea Italia 2012: sportivo dell'anno, Sole 24 Ore - 16 novembre 2012
- Sportivo dell'anno 2012, Premio Gianni Brera - 28 gennaio 2013
- La notte delle Stelle, GLGS (Gruppo Lombardo Giornalisti Sportivi) e USSI Lombardia - 30 settembre 2013

## Pubblicazioni
- "Daniele Molmenti, il ragazzo d'oro", libro sulla parabola del campione scritto da Alessandro Sellan e Alberto Francescut (Edizioni l'Omino Rosso) - pubblicato nel 2012